# 金塔县
39°58′58″N 98°54′20″E / 39.9827359355806°N 98.90559107065201°E
金塔县是中华人民共和国甘肃省酒泉市下辖的一个县，在河西走廊西部、黑河下游，邻接内蒙古自治区。
位于东经97°58′-100°20′，北纬39°47′-40°59′。
金塔县與內蒙古長期存在畫界領土糾紛，曾發生過2015年額濟納旗檢查站砸毀事件。

## 行政区划
金塔县下辖7个镇、2个乡：
中东镇、鼎新镇、金塔镇、东坝镇、航天镇、大庄子镇、西坝镇、古城乡和羊井子湾乡。